# Bogbrerinden
Bogbrerinden är en kulle i Antarktis. Den ligger i Östantarktis. Norge gör anspråk på området. Toppen på Bogbrerinden är 2 720 meter över havet, eller 232 meter över den omgivande terrängen. Bredden vid basen är 0,92 km.
Terrängen runt Bogbrerinden är kuperad norrut, men söderut är den platt. Trakten är obefolkad. Det finns inga samhällen i närheten. 